# Stanislas Barzykowski

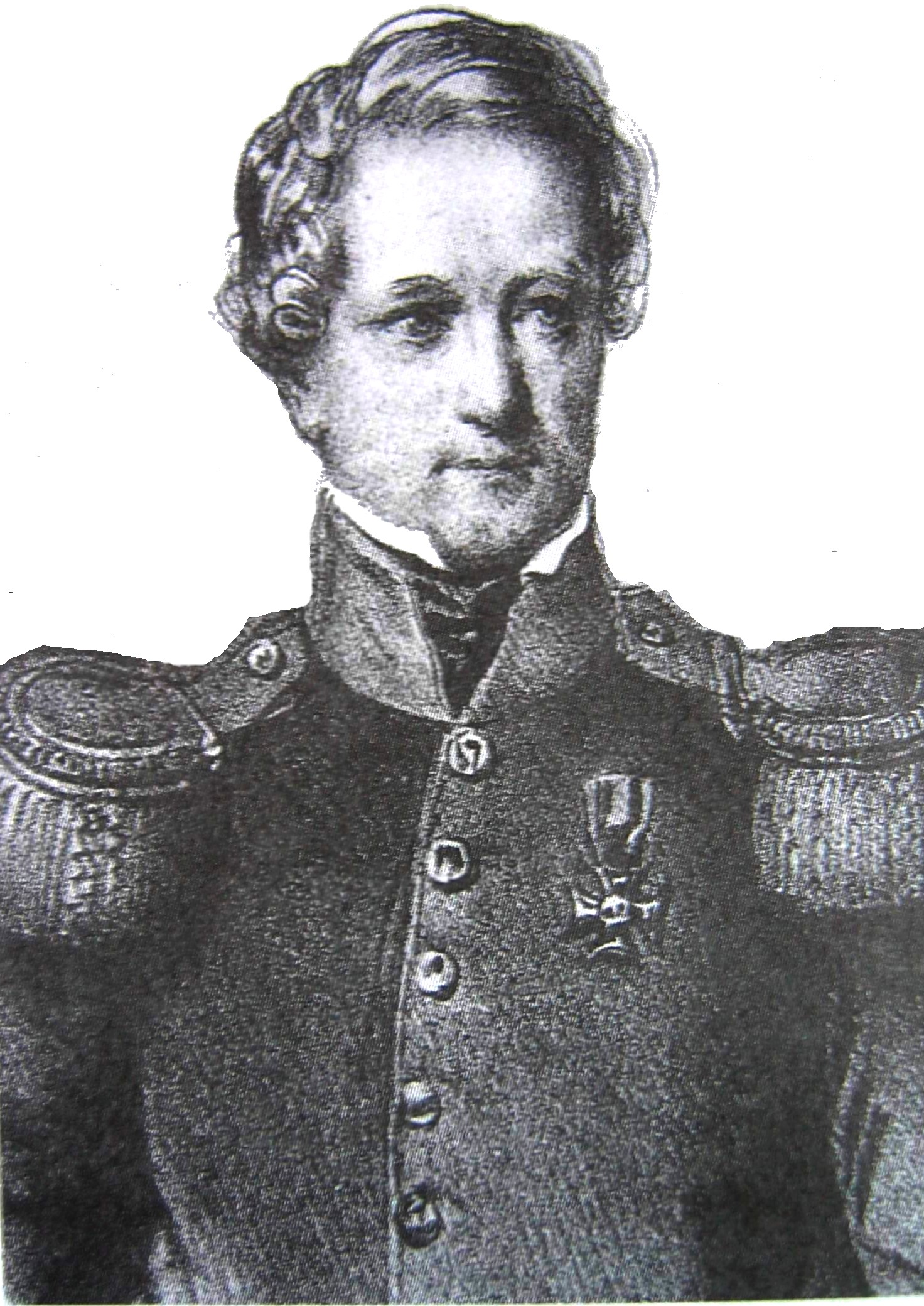
Portrait de Stanisław Barzykowski

Stanislas Barzykowski (en polonais : Stanisław Barzykowski), né le 19 novembre 1792 à Drożęcin-Lubiejewo (en) en Mazovie (Pologne), mort le 15 mars 1872 dans le 8e arrondissement de Paris (France), est un patriote polonais, qui prit part à l'insurrection de novembre 1830, et fut contraint à l'exil en France.

## Biographie
Stanislas Barzykowski est originaire d'une famille noble. Son père était François Barzykowski (1749-1796), commissaire aux impôts en 1789, puis chambellan du roi de Prusse à partir de 1796, et sa mère Zofia (décédée en 1829) est issue de la famille Przyjemski. Il est élevé à Lomza, dans les écoles Piaristes et au lycée de Varsovie. Il entre en 1808 au conseil d'état, sera nommé en 1810 secrétaire de la section des finances, et secrétaire au conseil d'état en 1815. À la chute de l'empire, il se réfugie en Allemagne comme étudiant universitaire. En 1818, il regagne la Pologne et est élu nonce (député) en 1824 du district d'Ostrolenka, où il excellera dans la Diète comme orateur de l'opposition libérale.
En 1829, il proteste vivement contre les attaques portées à la constitution polonaise. Il dénonce les faiblesses du dictateur Józef Chłopicki, et devient l'un des cinq membres les plus recommandables du gouvernement national présidé par Adam Jerzy Czartoryski. Il prend part à plusieurs batailles, dont celle d'Iganie où il se distingue; la croix d'argent de l'Ordre militaire de Virtuti Militari lui est attribuée. Après la défaite de son parti, il se réfugie en France, accompagné de son frère Antoine. Il meurt chez lui, Rue de Miromesnil à Paris à l'âge de 79 ans, sans postérité.